# 橋本じゅり
橋本じゅり（はしもと じゅり、1981年6月22日 - ）は、神奈川県厚木市出身の実業家、元アイドル・タレント、株式会社Juppy代表取締役社長。本名は橋本樹里（読み同じ）。以前の芸名は笹秀樹里または堂園樹里。

## 来歴
1981年6月22日、神奈川県厚木市に元競輪選手の父と元準ミス日本・ミス着物の母の元で生まれる。桜美林大学短期大学部入学後、エイベックス・アーティストアカデミーを経て、千葉テレビ番組「なりギャル.TV」から生まれた女性アイドルグループC-ZONEのメンバーとして2004年にデビュー（デビュー曲の作詞作曲は古坂大魔王）。2005年には千葉ロッテマリーンズのマスコットガールを務め、同年にロッテが日本シリーズで31年ぶりに優勝したことからロッテファンからは「勝利の女神」と呼ばれた。2006年にC-ZONEを脱退。

### 実業家として
2013年4月より新潟県上越市にて農業を始め「LGC米」を生産。同年9月10日、店舗経営や飲食店コンサルタント、人材派遣などを行う株式会社ワールドジョイを設立し代表取締役社長を務める（2017年8月末まで）。12月3日には、六本木にて飲食店「Resort Dining JUPPY」オープンした（2016年末まで）。
2015年4月、港区議会議員選挙に日本を元気にする会公認で立候補するも、200票ほど届かず落選。2016年からは2年連続で「群馬県安中市」観光大使に任命された。
2018年8月27日、総合PR事業やイベント企画・制作・運営を行う株式会社Juppyを設立し代表取締役社長を務める。2020年12月31日、公式ブログにて入籍を発表。

## 趣味・特技
- 旅行、スポーツ全般（ゴルフ・ダンス）、マリンジェット
- 笑顔の連鎖、何事も楽しめる、何事もチャレンジする、ポジティブシンキング
- Don’t think,Be happy.が口癖

## ライセンス
普通自動車免許、PADIオープンウォーターライセンス、特殊小型船舶免許

## 出演
- avexNET投票レースにてグランプリ、avex「夏物語」CMデビュー
- フジテレビ「バカ殿」出演

## ボランティア・社会貢献
- 新潟県中越地震チャリティライブし、集まった義援金を自転車で5日間で千葉から新潟県庁へ届けた。
- 『食が元気になれば、人の暮らしも、地球も元気になる。』というテーマで農林水産省「食糧自給率向上国民運動拡大推進事業」FOOD ACTION NIPPON推進団体として日本の食糧自給率向上＆お米の消費拡大！「食べて応援しよう！！」として、米粉ドーナッツプロデュースし販売。

## その他
- 2013年3月14日〜20日の1週間、新宿京王百貨店にて「テレ朝&寺門ジモンさん」主催の催事へタピオカミルクティーとフレッシュジュース「JUPPY」出店
- 2013年3月22日、株式会社ワールドフェイマス執行役員
- ヤクルトスワローズ始球式
- 2015年夏、豊洲「UGOKAS」「赤から×JUPPY」として45日間コラボ出店
- 2016年夏、豊洲「あみゅ博」にてJUPPY出店「Joyフェス」プロデュース開催
- 名古屋めし「あんかけスパゲティ」の元祖「ヨコイ」を東京進出
- 2017年3月31日～公式戦最終の10月上旬、ヤクルトスワローズ公式戦にて「赤から」神宮球場出店[7]